# Окаванго (регион)
Окаванго (на английски: Kavango) е един от тринадесетте региона на Намибия, преди да бъде разделен на Източно Каванго и Западно Каванго през 2013 г. Характеризира се с високо ниво на валежите, което не е толкова характерно за по-голямата част от страната. Това го прави добре развит селскостопански район с високо ниво на посевите. Той е и потенциален район за развитието на дърводобива и мебелното производство.
- На север граничи с провинция Куандо Кубанго на Ангола.
- На изток граничи с Каприви.
- На юг граничи със Северозападната област на Ботсвана и Регион Очосондюпа.
- На запад граничи с Регион Ошикото.
- На северозапад граничи с Регион Охангвена.

## Население
Броят на жителите е 201 093 души. Административен център е град Рунду. Региона се характеризира с изключително неравномерно разпределение на населението на територията му. Вътрешността е нарядко населена, докато северните райони и то особено в района на река Окаванго са гъсто населени. Риболова е важно препитание за местните. Съседството с регион региона Каприви предполага добрите условия за развитието на туризма. Потенциал за развитие имат и местното изкуство и дърворезба.

## Транспорт
Връзката на региона в направление север – юг е доста слабо развита. Изключение може би от това прави главния път свързващ градовете Рунду и Грутфонтейн. Рунду има летище със сравнително малка писта, на която кацат средни по размери самолети и то само на дневна светлина. Контролната кула на летището дава възможност за превоз на пътници и товари при всякакви атмосферни условия. Лошото състояние на пътищата и големите разстояния между отделните обекти се отразява зле на туризма. Тази ситуация до известна степен е променена след изграждането на магистрала Транс Каприви.

## Административно деление
Регионът е разделен на осем избирателни окръга:
- Кахенге – 30 180 жители.
- Капако – 25 653 жители.
- Машари – 15 829 жители.
- Мпунгу – 18 332 жители.
- Мукве – 25 999 жители.
- Ндийона – 19 150 жители.
- Рунду селска – 42 764 жители.
- Рунду градска – 19.597 жители.